# Антиохида (Комагена)
Вижте пояснителната страница за други личности с името Антиохида.
Антиохида (на старогръцки: η Aντιoχίς, Antiochis) е принцеса от Комагена през 1 век пр.н.е.

## Биография
Тя е от гръцки и арменски произход. Антиохида е втората дъщеря на цар Антиох I Теос (упр. 69 – 36 пр.н.е.) и на съпругата му Исия Филосторг.
Антиохида е майка на Ака I от неизвестен по име мъж.
Погребана е в 9 метра висока гробница на 12 км от Кахта, Турция, построена от нейния брат Митридат II Антиох Епифан.